# EC Comics
EC Comics era el sello editorial utilizado por la editorial estadounidense denominada Entertaining Comics ("historietas de entretenimiento", en inglés) bajo la dirección de William Gaines. Entre los años 1940s y 1950s, su etapa de mayor esplendor, se especializó en comic books de ciencia ficción, crímenes, guerra y sobre todo terror. Debido a la presión de la censura, cerró todas sus publicaciones para concentrarse en la revista de humor Mad.

## Educational Comics
Fue fundada como Educational Comics ("cómics educativos", en inglés), llamándose así durante toda su primera etapa. Su fundador y propietario, Max Gaines, había sido uno de los pioneros del formato comic book, habiendo trabajado para DC Comics reeditando tiras de prensa en cuadernillos de 64 páginas. Su objetivo era editar historietas educativas para niños.
Así, publicó series como Picture Stories from the Bible ("Historias de la Biblia dibujadas", en inglés) y biografías de grandes personajes de la Ciencia y la Historia en forma de cómic.

## Entertaining Comics

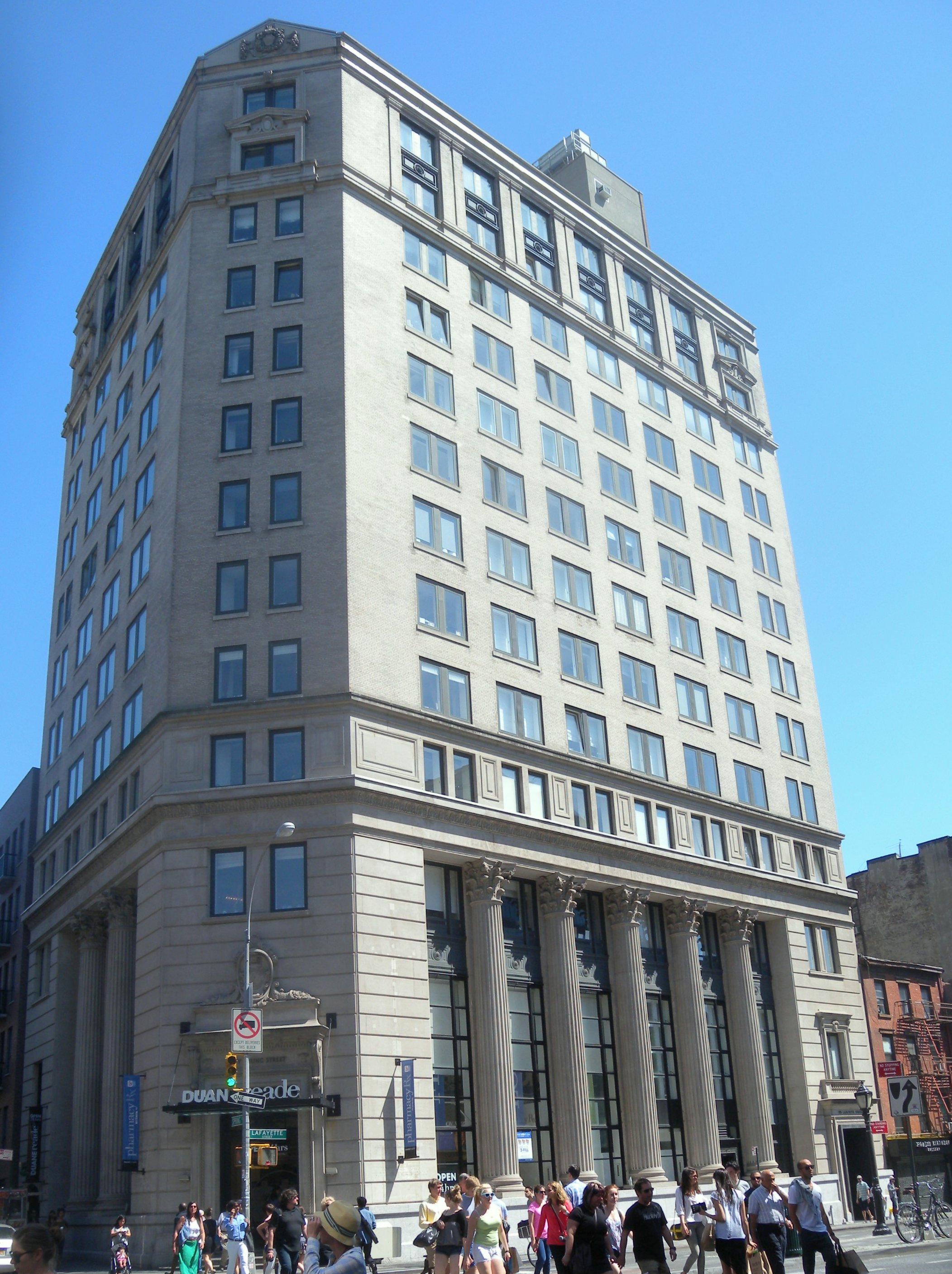
Anteriormente el edificio del EC Comics, fotografiado en 2012, en ese momento era un condominio encima de una farmacia.

Cuando Max Gaines falleció en 1947 en un accidente de navegación, su hijo William heredó la empresa. Tras cuatro años (1942-1946) en la Fuerza Aérea, Gaines hijo volvió a casa para terminar sus estudios en la universidad de Nueva York, con intención de trabajar como profesor de química. Pero nunca llegó a trabajar como tal, ya que tras la muerte de su padre se hizo cargo del negocio familiar, cuya situación no era muy buena.
Entre 1949 y 1950, empezó a cambiar las series que publicaba con el fin de hacerlas más comerciales, centrándolas en los géneros de horror, suspense, ciencia ficción, guerra y crímenes. Al mismo tiempo, Gaines y sus editores, Al Feldstein y Harvey Kurtzman, hacían encargos a los mejores artistas "freelance" que trabajaban en el medio.
La editorial tuvo éxito con su nuevo enfoque, y fue pionera en relacionarse con sus lectores a través de sus secciones de cartas al editor y su organización de fanes, el National EC Fan-Addict Club ("Club nacional EC de fanadictos", en inglés). Las historias eran de gran calidad, con un dibujo muy apreciado y unas historias que siempre tuvieron cierto brillo literario.
EC era única en muchos aspectos. Promocionaron a sus dibujantes, permitiéndoles firmar sus obras, animándoles a desarrollar sus propios estilos, y publicando biografías suyas de una página en los cómics. Esto contrastaba enormemente con la práctica común en la industria de la época, en la que los créditos con frecuencia no existían, y cada editorial tenía normalmente su propio estilo genérico "de la casa" que todos sus autores debían seguir. Por ejemplo, Carl Barks fue conocido durante años como el "dibujante bueno" de los cómics del Pato Donald, ya que sus historias destacaban de entre las demás, pero los lectores no tenían forma de saber su nombre. En las historietas de la EC, los lectores podían ver regularmente los trabajos firmados por autores estrella como Graham Ingels, Wally Wood, Jack Davis, Johnny Craig, Bernard Krigstein, Will Elder, Harvey Kurtzman, Al Feldstein, Jack Kamen, George Evans, Joe Orlando, John Severin y Al Williamson. Otros importantes artistas que trabajaron para la EC fueron Frank Frazetta, Basil Wolverton y Reed Crandall. Los cómics eran escritos habitualmente por Kurtzman, Feldstein o Craig, con la asistencia de Gaines. Más tarde, se incorporaron otros escritores como Carl Wessler, Jack Oleck y Otto Binder.
Bajo el sello de la EC se publicaron distintas líneas editoriales:
- Series bélicas: Frontline Combat ("Combate en el frente") y Two-Fisted Tales mostraban con frecuencia historias agotadoras y nada heroicas nada en sintonía con aquellos patrioteros tiempos.

- Series de ciencia ficción: Weird Science ("Rara ciencia") y Weird Fantasy ("Rara fantasía"). EC siempre proclamó que su mayor orgullo eran sus títulos de ciencia ficción, y lo cierto es que estaban un paso por delante de las típicas historias del espacio que aparecían en títulos como Planet Comics. Según el propio Gaines, estos títulos no daban muchos beneficios, pero los mantenía por gusto personal. Se diferenciaban de anteriores historietas de ciencia ficción estadounidenses por una mayor presencia de la ciencia y una dimensión psicológica sin "buenos ni malos".[1]

- Series de suspense: Crime SuspenStories ("SuspenHistorias de crimen") y Shock SuspenStories ("SuspenHistorias de impacto"). Los finales impactantes eran muy comunes en las historias de la EC; pero en estas eran el rasgo más característico. Muchas de estas "suspenhistorias" abordaban temas como el racismo, el sexo, las drogas y el modo de vida americano.

- Series de terror, que fueron las más destacadas: Tales from the Crypt ("Historias de la cripta"), The Vault of Horror ("La bóveda de los horrores") y The Haunt of Fear ("La guarida del miedo"). En sus historias de 6 a 8 páginas aparecían personajes con destinos frecuentemente irónicos a la vez que tétricos. Cada historia de los títulos de horror era presentada siempre por uno de los anfitriones del horror, siendo cada uno de ellos el "dueño" de una de las series: el Guardián de la Cripta para "Tales from the Crypt", el Guardián de la Bóveda para "The Vault of Horror", y la Vieja Bruja para "The Haunt of Fear". Además de comentar jocosamente los detalles desagradables de las historias, estos personajes se metían los unos con los otros, desplegando un arsenal de puyas e incluso insultando a los lectores ("Saludos, forúnculos y muertos vivientes,..."). Estas irreverentes burlas hacia el público se convirtieron más tarde en la actitud característica de MAD, y fueron imitadas por muchos, incluyendo a Stan Lee en su Marvel Comics.

La serie de mayor pervivencia de EC fue la revista MAD, que empezó como un proyecto paralelo para Kurtzman antes de convertirse en salvavidas de la empresa y en una destacada publicación humorística. En 1954, cuando las revistas de humor estaban de moda, se sacó también una revista hermana, Panic.

## Caída en desgracia
A partir de finales de los años 1940s, la industria del cómic se convirtió en el blanco de críticas públicas por el contenido de los comic books y los efectos potencialmente dañinos que pudieran tener sobre los niños. El problema se agravó especialmente con la publicación en 1948 por parte del Dr. Fredric Wertham de dos artículos: "Horror in the Nursery" ("Horror en la guardería"), en Collier's Weekly, y “The Psychopathology of Comic Books” ("La psicopatología de los comic books") en American Journal of Psychotherapy. Como respuesta al furor popular, se creó en 1948 la Association of Comics Magazine Publishers ("Asociación de editores de revistas de cómics"), como forma de autoregularse para evitar las críticas. A pesar de que la EC fue de la asociación, se retiró de ella alrededor de 1951.
En 1954, Wertham publicó su libro La seducción de los inocentes, que tuvo un gran éxito, mientras que una muy publicitada audiencia en el congreso sobre delincuencia juvenil retrató a los comic books de forma especialmente negativa. Al mismo tiempo, una investigación federal de las compañías distribuidoras de comic books y revistas pulp les hizo bastante daño. Las ventas cayeron en picado, y muchas compañías fueron a la quiebra.
Gaines reunió a sus colegas editores y sugirió que la industria del cómic se agrupara para combatir la censura externa. Formaron así la Comics Magazine Association of America, con su rama censuradora, el Comics Code Authority. Las normas del CCA eran aún más estrictas que las de la ACMP, ya que eran hechas cumplir de forma rigurosa, obligando a todos los cómics a ser aprobados antes de su publicación. Entre las nuevas normas impuestas por el Comics Code estaba la prohibición de que en la portada de los comic books pudiera aparecer la palabra "horror", "terror" o "raro". No era ninguna coincidencia que estas palabras fueran precisamente las que aparecían en los títulos de muchas de las series más vendidas de EC. Gaines abandonó la asociación, y rechazó someter sus historietas al Comics Code; pero cuando los distribuidores se negaron a repartir muchas de sus series, Gaines se vio obligado a cerrar su cinco títulos más populares: los tres de terror y los dos de "suspenhistorias".
Ante la perspectiva de un conflicto interminable, la EC cambió de dirección, centrándose en una línea de comic books de tono más realista, la "New Direction", que incluía títulos como "M.D." (historias de médicos) y "Psychoanalysis" ("Psicoanálisis", historias de psiquiatras). Además, moderó y renombró el título que aún tenía de ciencia ficción. Con estos cambios, Gaines sometió sus series al Comics Code. Este relanzamiento fue un estrepitoso fracaso.
Tras varios conflictos con el Comics Code, incluyendo una demanda judicial, y las cada vez peores ventas de los títulos que aún tenía, Gaines decidió abandonar por completo los comic books. Gaines centró la EC en las revistas de "picto-ficción", revistas en blanco y negro donde el dibujante hacía entre una y cuatro viñetas, y el texto era superpuesto sobre ellas. Con ellas perdió dinero desde el principio, durando sólo dos números cada una. Cuando el distribuidor a nivel nacional de la EC quebró, Gaines abandonó definitivamente su línea de cómics.

## MADy los últimos años
Afortunadamente, EC había conseguido un gran público para sus cómics de humor en MAD y Panic, por lo que Gaines se dedicó en exclusiva a editar MAD como revista. Así, aplacaba a su editor, Harvey Kurtzman, que había recibido una oferta de trabajo de la revista "Pageant", pero prefería seguir a cargo de su propia revista. El cambio de MAD de comic book a revista hizo que ya no estuviera bajo la sombra del Comics Code. Mientras que ningún comic book de EC duró más de seis años, MAD ha sido publicada ininterrumpidamente durante 58 años.
Finalmente, Kurtzman no duró mucho más en MAD, ya que abandonó cuando Gaines no quiso darle el 51% de control de la revista. Entonces, Gaines trajo de vuelta a Al Feldstein como sustituto. Tras esto, la revista disfrutó de un éxito sin rival durante décadas.

## Adaptaciones
- El título Tales from the Crypt fue licenciado para una película en 1972.[2]
- En los años 1980s se hizo la exitosa serie Tales from the Crypt (traducida en España como Historias de la cripta), adaptando historias de las series de terror de la EC, que luego dio origen a varias películas en los años 1990s.

## Ediciones en castellano
- En España, la editorial Planeta DeAgostini publicó íntegramente las series clásicas de EC en formato libro de bolsillo en blanco y negro en 2003.